# Doprava v Německu

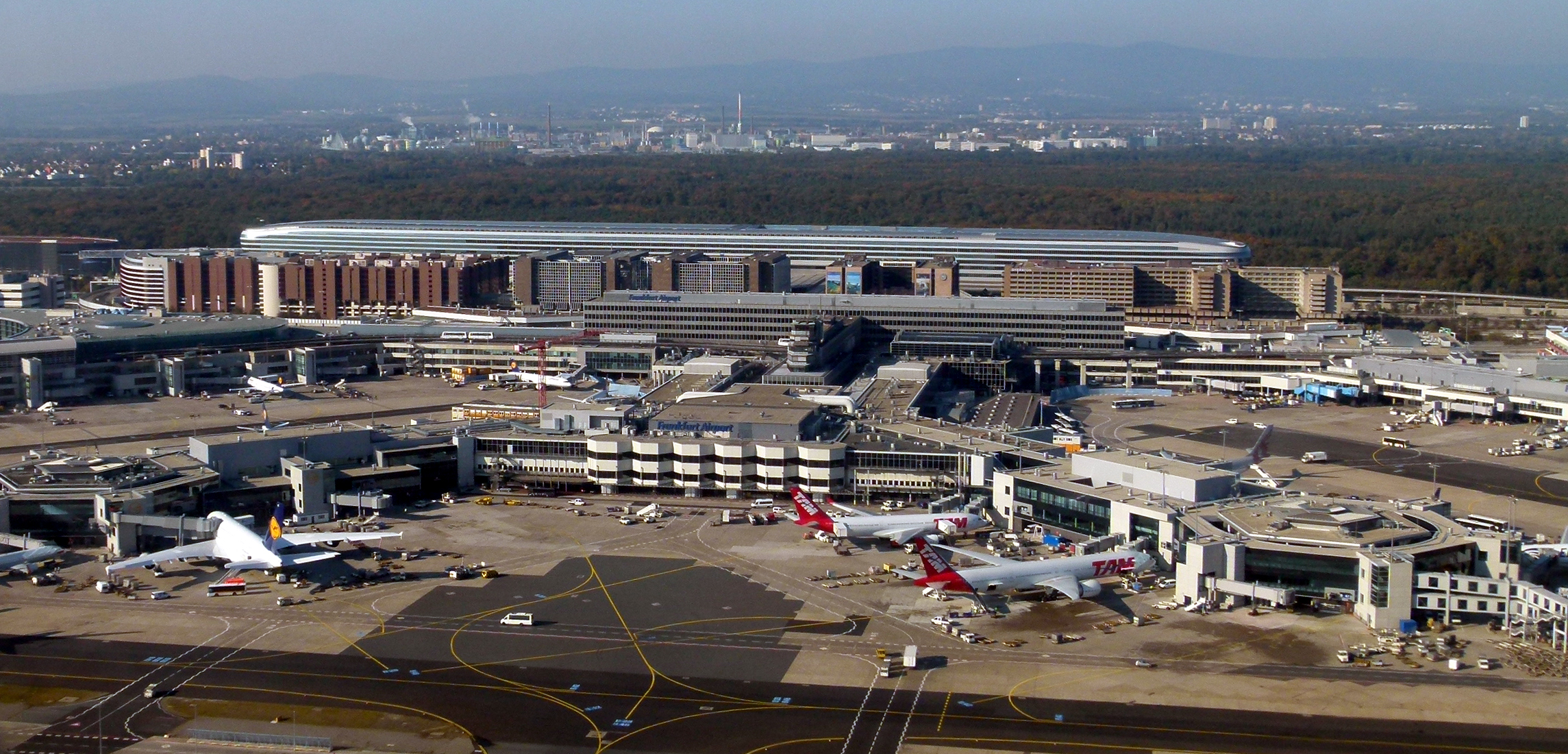
Letiště Frankfurt, třetí nejvytíženější letiště v Evropě

Německo je země s hustou a moderní dopravní infrastrukturu, která zajišťuje transportní potřeby obyvatelstva, zemědělství a průmyslu.
Základem silniční infrastruktury je hustá síť dálnic (Autobahn). Pro vodní dopravu je nejdůležitější řeka Rýn. Největším námořním přístavem je Hamburk. Hlavní mezinárodní letiště a evropský přepravní rozbočovač je Mezinárodní letiště Frankfurt nad Mohanem. Letecká doprava se používá na větší vzdálenosti i v rámci Německa, ale čelí konkurenci ze strany železniční sítě (Deutsche Bahn). Vysokorychlostní vlaky, tzv. ICE, propojují větší města a dosahují rychlosti až až 300 km/hod. Mnoho německých měst má rychlý tranzitní systém a ve většině oblastí je k dispozici veřejná doprava.
Od sjednocení Německa bylo vynaloženo značné úsilí ke zlepšení a rozšíření dopravy v oblasti dřívější NDR.

## Silniční doprava

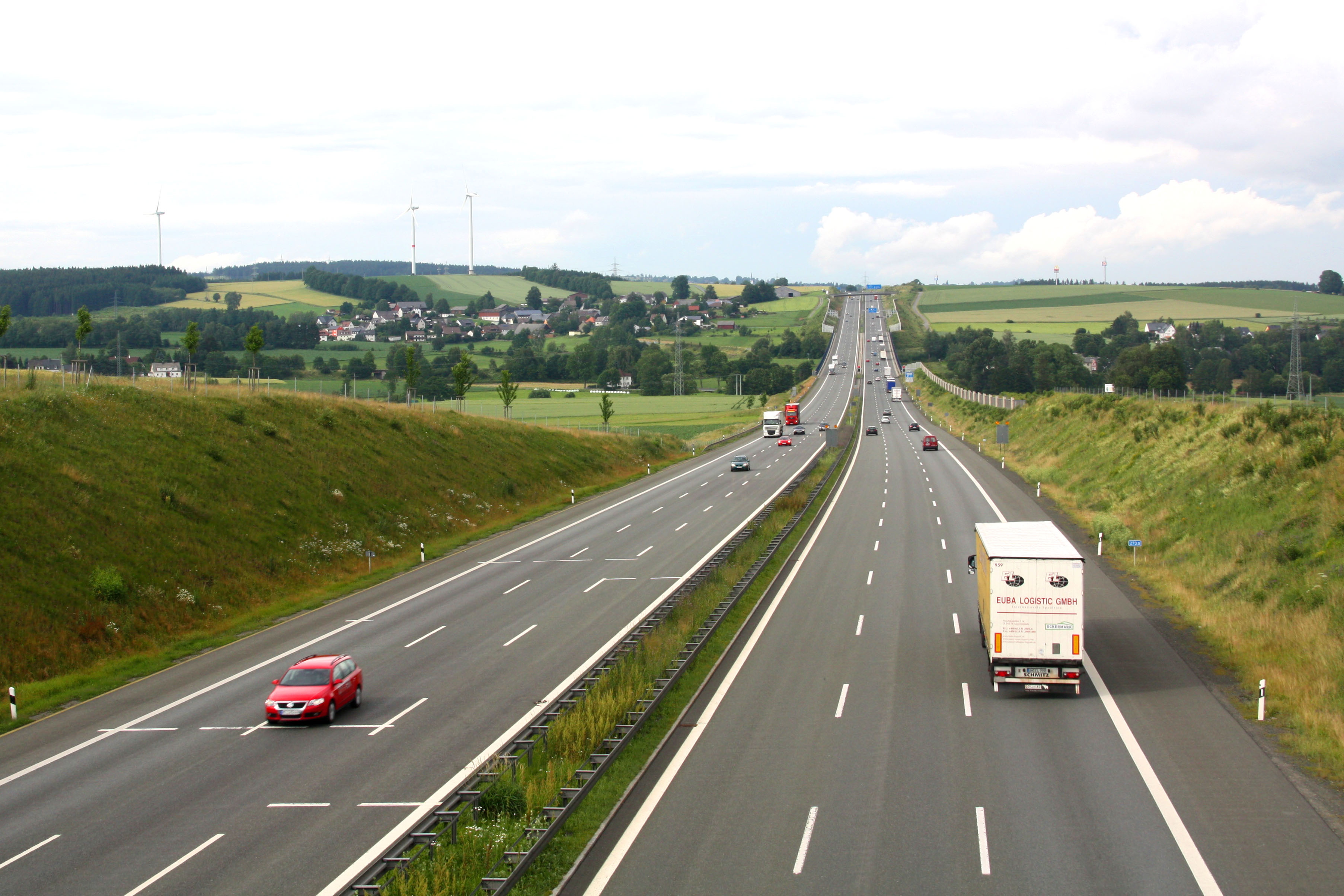
Tříproudá dálnice

Objem dopravy v Německu, zejména přeprava zboží, je díky jeho centrální poloze v Evropě vysoká. V posledních desetiletích byla část nákladní dopravy přesunuta ze železnic na silnice, což vedlo federální vládu k zavedení mýtného pro nákladní auta. Používání automobilů se nadále zvyšuje, což má za následek relativně vysokou hustotu provozu při srovnání s jinými zeměmi. Další nárůst se očekává i v budoucnu.
Vysokorychlostní automobilová doprava má v Německu dlouhou tradici. První dálnice na světě AVUS byla postavena právě zde. Německo má jeden z nejhustších silničních systémů světa a německé dálnice nemají rychlostní limit. Výjimkami jsou pouze nebezpečné a přetížené úseky, stejně jako tam, kde je vysoký hluk nebo problém znečištění ovzduší.
Německo má přibližně 650 tisíc kilometrů silnic, na kterých se za rok najezdí téměř 2 triliony kilometrů. Státní silnice v Německu se nazývají Bundesstraßen (federální dálnice). Další hlavní veřejné cesty jsou v jednotlivých spolkových zemích, nazývané Landesstraße (zemské cesty). Pro menší cesty v rámci obcí a měst se používá označení Kreisstraße (okresní silnice). Od roku 2007 mohou německá města stanovovat tzv. ekologické zóny, což jsou oblasti, do kterých je povolen vjezd pouze s příslušnou ekologickou plaketou.

## Železniční doprava

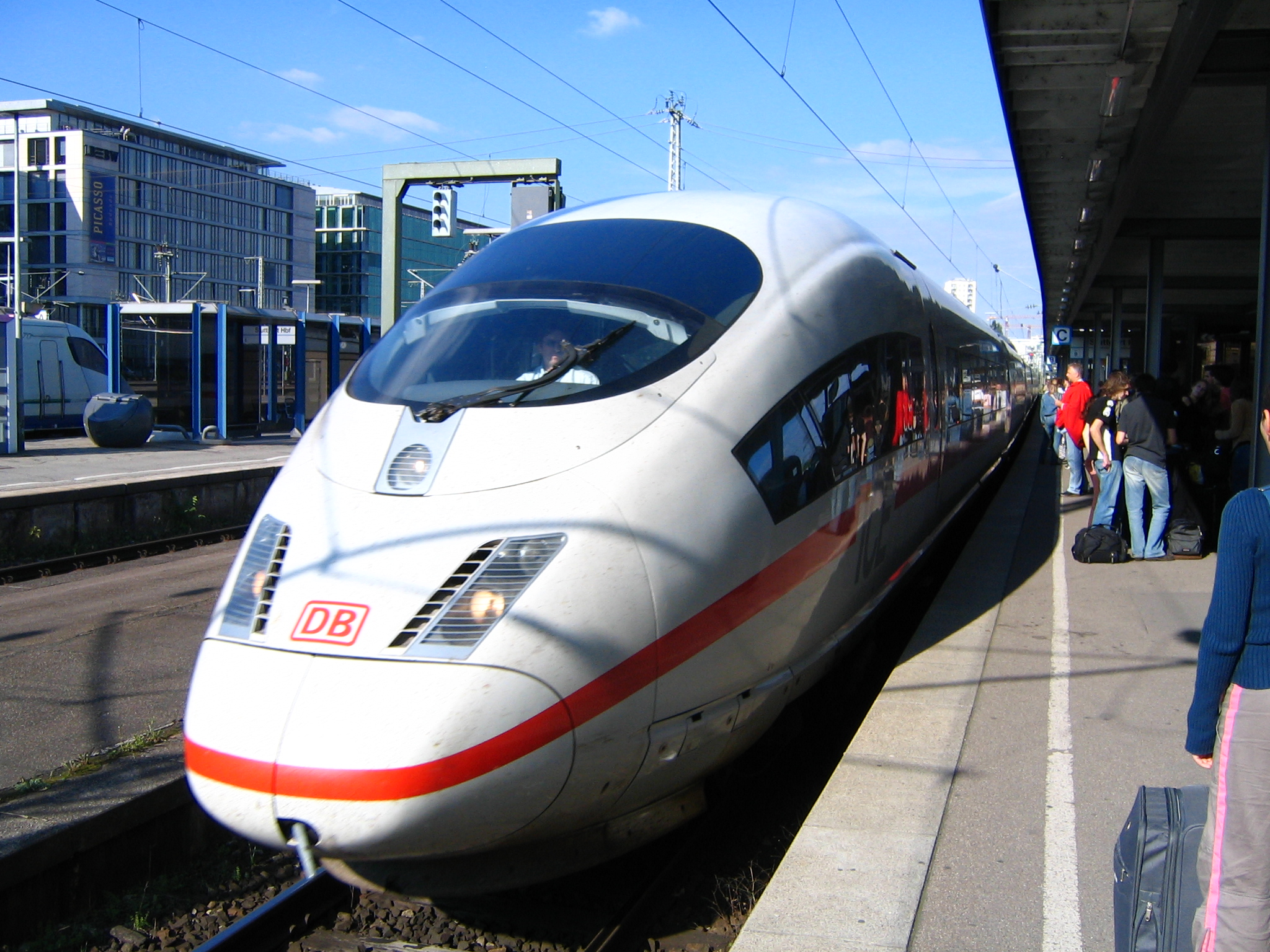
Vlak ICE ve Stuttgartu

Německo má velmi hustou železniční síť a výbornou železniční dopravu. V zemi se nachází celkem 40 826 km železničních tratí, z toho 14 tisíc je elektrizovaných. Hlavním německým železniční dopravcem je Deutsche Bahn. Kromě této společnosti existuje v Německu ještě dalších 280 soukromých železničních společností.
InterCityExpress (známé také jako "ICE") je druh expresního dálkového vlaku, provozovaného společností Deutsche Bahn, který jezdí do velkých měst a okolních zemí (Curych, Vídeň, Kodaň, Paříž, Amsterdam a Brusel).
Relativně málo měst má plnohodnotnou síť metra (U-Bahn). V Německu se nachází metro v těchto velkých městech: Berlín, Mnichov, Hamburk a Norimberk.
Více se používají systémy příměstské železnice S-Bahn, které spojují obce s městy.